# Phaonia erronea
Phaonia erronea är en tvåvingeart som först beskrevs av Johann Andreas Schnabl 1887.  Phaonia erronea ingår i släktet Phaonia och familjen husflugor. Arten är reproducerande i Sverige. Inga underarter finns listade i Catalogue of Life.